# Saint-Pée-sur-Nivelle
Saint-Pée-sur-Nivelle is een gemeente in het Franse departement Pyrénées-Atlantiques (regio Nouvelle-Aquitaine). De plaats maakt deel uit van het arrondissement Bayonne. Saint-Pée-sur-Nivelle telde op 1 januari 2022 7.238 inwoners.

## Geografie
De oppervlakte van Saint-Pée-sur-Nivelle bedroeg op 1 januari 2022 65,08 vierkante kilometer; de bevolkingsdichtheid was toen 111,2 inwoners per km².

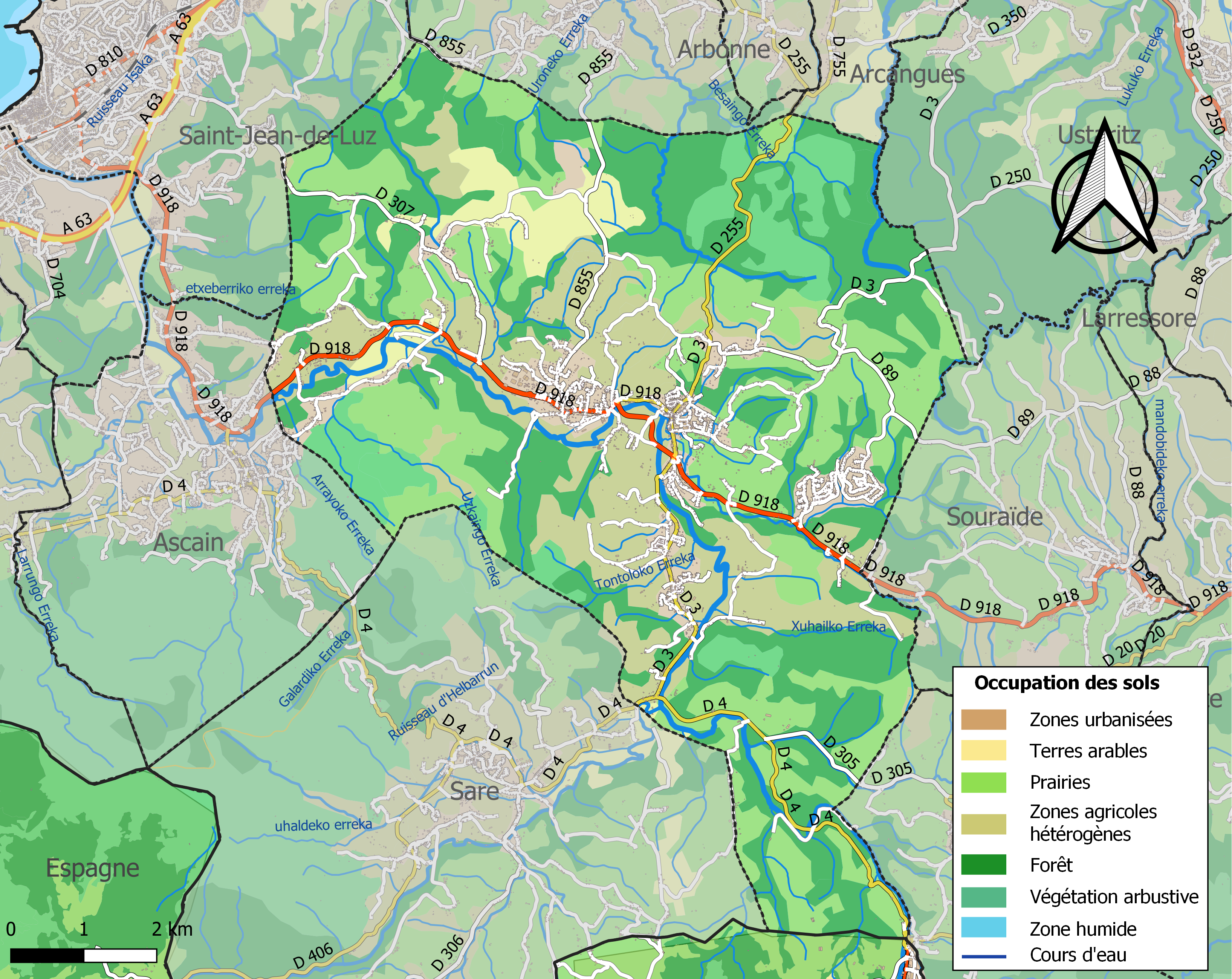
Kaart van de gemeente met belangrijkste infrastructuur, bodemgebruik en omliggende gemeenten

## Demografie
Onderstaande figuur toont het verloop van het inwonertal (bron: INSEE-tellingen).

## Sport
Saint-Pée-sur-Nivelle is één keer etappeplaats geweest in de wielerkoers Ronde van Frankrijk. In 2018 startte er de door Tom Dumoulin gewonnen tijdrit naar Espelette.

## Afbeeldingen

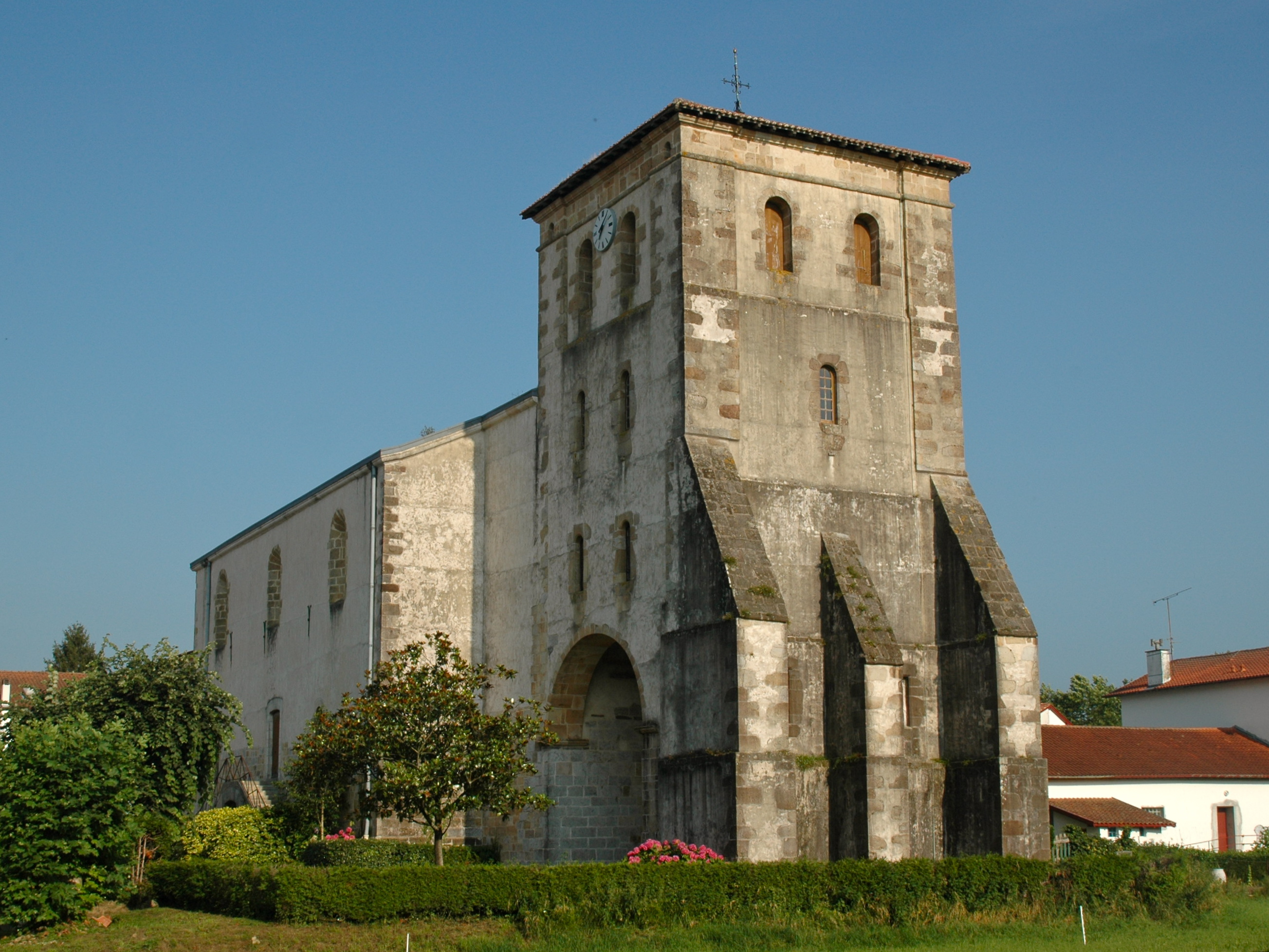
Kerk van Saint-Pée-sur-Nivelle
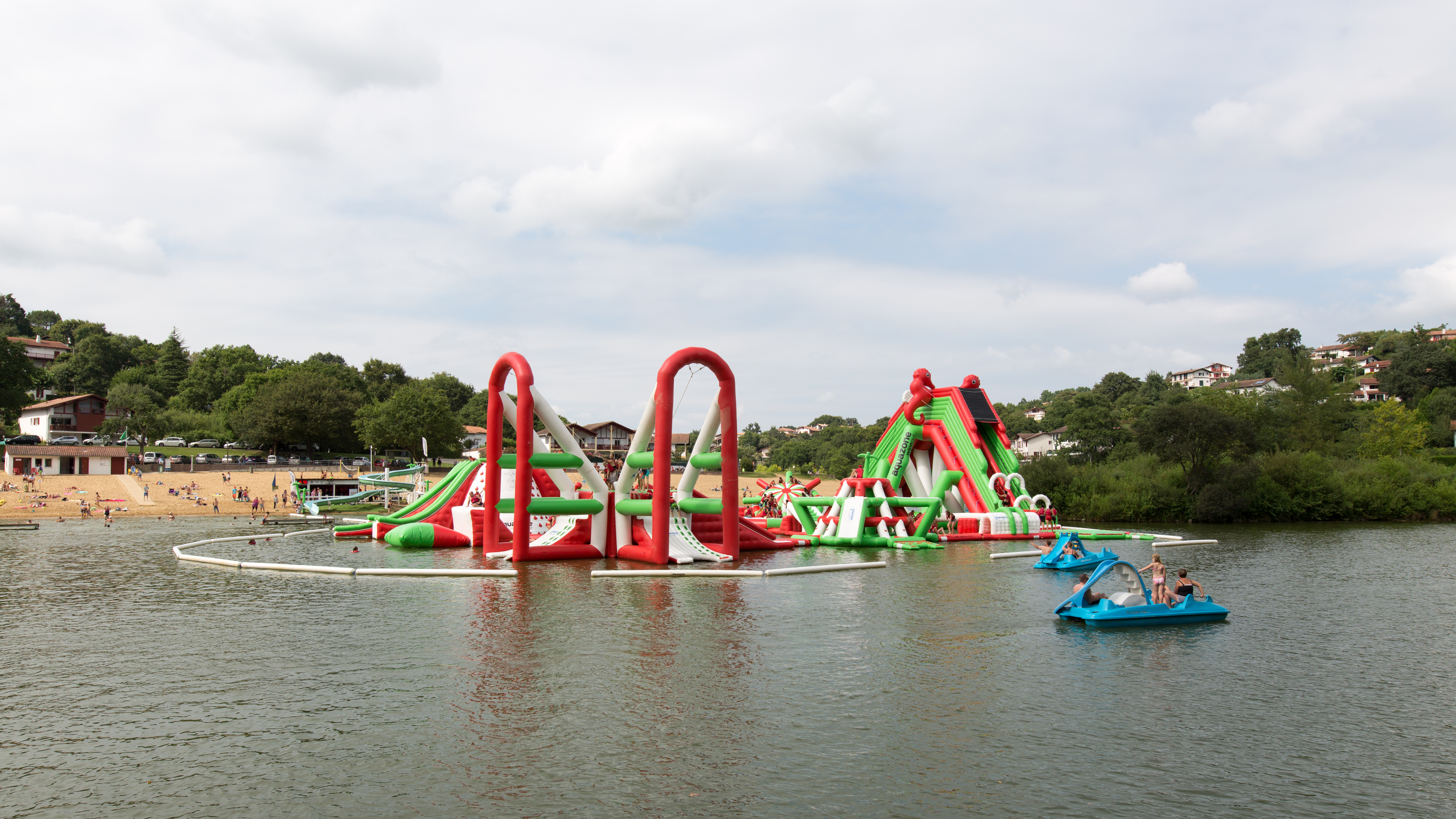
Lac de Saint-Pée